# Kościelisko (gmina)
Kościelisko – gmina wiejska w województwie małopolskim, w powiecie tatrzańskim. W latach 1994–1998 gmina położona była w województwie nowosądeckim.
Siedziba gminy to Kościelisko.
Według danych z 1 stycznia 2022 gminę zamieszkiwało 9026 osób.

## Historia
Gmina zbiorowa Kościelisko została utworzona 1 sierpnia 1934 roku w powiecie nowotarskim w woj. krakowskim z obszaru dotychczasowej jednostkowej gminy wiejskiej: Kościelisko. Ponieważ składała się z jednej miejscowości nie została podzielona na gromady.
Podczas II wojny światowej zachowała granice przedwojenne. Włączono ją do dystryktu krakowskiego Generalnego Gubernatorstwa (powiat Neumarkt). W 1943 roku liczyła 1747 mieszkańców.
Po wojnie powrócono do stanu sprzed wojny. Według stanu z dnia 1 lipca 1952 roku gmina nadal obejmowała samo Kościelisko i nie była podzielona na gromady. Gmina została zniesiona 29 września 1954 roku wraz z reformą wprowadzającą gromady w miejsce gmin, a jej obszar przekształcono w gromadę Kościelisko.
1 stycznia 1973 roku, w związku z kolejną reformą gminną kraju, utworzono nowy twór administracyjny o nazwie Kościelisko-Witów z siedzibą w Witowie. Gmina ta objęła cztery sołectwa: Chochołów, Dzianisz, Kościelisko i Witów. 1 czerwca 1975 gmina znalazła się w nowo utworzonym woj. nowosądeckim. 1 lipca 1977 roku gmina Kościelisko-Witów została zniesiona. Z większości jej obszaru (sołectw Dzianisz, Kościelisko i Witów) oraz z obszaru znoszonej gminy Poronin i części gmin Biały Dunajec i Czarny Dunajec utworzono nową gminę Tatrzańską. Jedynie sołectwo Chochołów z gminy Kościelisko-Witów włączono do gminy Czarny Dunajec.
Gmina Tatrzańska została ostatecznie zlikwidowana 30 grudnia 1994, a z jej obszaru wydzielono gminę Kościelisko o nowych granicach, obejmując trzy sołectwa: Dzianisz, Kościelisko i Witów. W porównaniu ze zniesioną w 1977 roku gminą Kościelisko-Witów, nowa gmina Kościelisko nie objęła zatem Chochołowa, który pozostał w gminie Czarny Dunajec, a w porównaniu z odsłoną z lat 1934–54 nowa gmina Kościelisko stała się gminą wielowioskową.
W 1999 roku gmina weszła w skład powiatu tatrzańskiego w nowo utworzonym województwie małopolskim.

## Struktura powierzchni
Według danych z roku 2002 gmina Kościelisko ma obszar 136,37 km², w tym:
- użytki rolne: 26%
- użytki leśne: 63%

Gmina stanowi 28,92% powierzchni powiatu.

## Demografia
Dane z 1 stycznia 2022:
| Opis                              | Ogółem |
| --------------------------------- | ------ |
| Jednostka                         | osób   |
| Populacja                         | 9026   |
| Gęstość zaludnienia [mieszk./km²] | 66     |

- Piramida wieku mieszkańców gminy Kościelisko w 2014 roku[15]

## Sołectwa
Dzianisz, Kościelisko, Witów.

## Sąsiednie gminy
Czarny Dunajec, Poronin, Zakopane. Gmina sąsiaduje ze Słowacją.